# Лайл Д. Гън
Лайл Д. Гъм (на английски: Lyle D. Gumm) е американски писател на произведения в жанра научна фантастика. Пише под псевдонима Лайл Д. Гън (Lyle D. Gunn).

## Биография и творчество
Лайл Д. Гъм е роден на 27 април 1910 г. в Мичиган.
В периода 1938 – 1939 г. е автор на произведения в научнофантастични разкази и есета под псевдоним.
Лайл Д. Гъм умира на 26 април 1992 г. в САЩ.

## Произведения

### Разкази
- The Devil Sends a Dancer (1938)[1]
- The Time Twin (1939)[2]
- If the Sun Turned Green (1939)

### Есета
- If the Earth's Magnetic Field Failed (1939)[1]
- The Story Behind the Story: The Time Twin (1939)
- Cosmic Swing (1939)
- Interplanetary Communication (1939)